# Azuara (krater)
Azuara – prawdopodobny krater uderzeniowy położony w Aragonii w Hiszpanii, ok. 50 km na południe od Saragossy.

## Pochodzenie

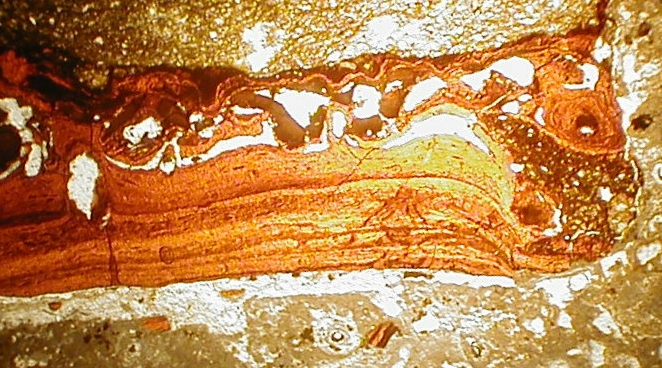
Szkliwo w skałach struktury Azuara

W 1983 roku geologowie rozpoznali anomalną, kolistą strukturę rozciągającą się wokół miejscowości Azuara. Stwierdzono, że może mieć ona pochodzenie egzogeniczne (na skutek uderzenia ciała niebieskiego) lub endogeniczne (tektoniczne).

## Argumenty za uderzeniem
Za hipotezą pozaziemskiego pochodzenia struktury Azuary silnie przemawiało odnalezienie brekcji zawierającej prawdopodobny kwarc szokowy. Stwierdzono występowanie szkliwa w brekcjach, a także rzadkich stożków zderzeniowych na obrzeżach krateru.
Struktura ta posiada częściowo zachowany pierścień utworzony ze sfałdowanych skał mezozoicznych i zawiera młodsze osady, głównie w północno-wschodniej części. W obrzeżu występuje odwrócona sekwencja stratygraficzna, osady charakteryzuje upad w kierunku środka krateru. Z obszarem tej struktury wiąże się ujemna anomalia siły ciężkości, z której kształtu wywnioskowano o istnieniu wewnętrznego pierścienia w kraterze, pogrzebanego pod osadami.
Na podstawie wieku osadów oceniono, że impakt miał miejsce pomiędzy wczesną kredą a miocenem. Bardziej szczegółowe badania pozwoliły wskazać, że czas powstania struktury przypada na eocen lub oligocen.
Zasugerowano, że pobliski basen Rubielos de la Cérida stanowi bliźniaczy krater uderzeniowy, który powstał równocześnie z kraterem Azuara na skutek upadku planetoidy podwójnej.

## Kontrowersje
Struktura Azuary, podobnie jak niedaleki basen Rubielos de la Cérida, jest interpretowana przez część naukowców jako nasunięcie alpejskie. Twierdzą oni, że osady otaczające basen Azuary powstawały sukcesywnie w paleogenie, a nie utworzyły jednocześnie wskutek nagłego zdarzenia. Formacja Pelarda, która była wskazywana jako materia wyrzucona z krateru, pokrywa osady mioceńskie, zatem nie mogła powstać równocześnie z domniemanym kraterem.
Krytycy twierdzą także, że wciąż brakuje dowodów na pozaziemskie pochodzenie tej struktury. Wskazano m.in., że domniemany kwarc szokowy posiada liczne dyslokacje, a deformacje nie są zorientowane wzdłuż określonych płaszczyzn. Nie wykazuje on zatem charakterystycznych cech metamorfizmu szokowego. Sugestie te zostały jednak odrzucone przez głównych postulatorów uderzeniowego pochodzenia basenu Azuary, którzy przeprowadzili dodatkowe badania, dowodząc że dominujące płaszczyzny deformacji (ω {{\displaystyle 10{\overline {1}}3}} i π {{\displaystyle 10{\overline {1}}2}}) kryształów kwarcu są świadectwem wystąpienia ciśnień przekraczających 10 GPa.
Krater Azuara nie jest uwzględniony w bazie Earth Impact Database, którą prowadzi Uniwersytet Nowego Brunszwiku.